# Un pont entre deux rives
Un pont entre deux rives is een Franse film van Gérard Depardieu en Frédéric Auburtin die werd uitgebracht in 1999.
Het scenario is gebaseerd op de gelijknamige roman (1996) van Alain Leblanc.

## Verhaal
Georges is sinds vijftien jaar gehuwd met de tien jaar jongere Mina. Het koppel heeft een vijftienjarige zoon, Tommy. Na al die jaren blijft er van Mina's dromen en verzuchtingen als romantische vrouw niet veel meer over.
Georges verdient zijn brood in de bouwsector als metselaar. Om aan werkloosheid te ontsnappen heeft hij een baan ver van huis aanvaard: helpen een brug bouwen. 
Tijdens Georges' afwezigheid gaat Mina samen met Tommy regelmatig naar de bioscoop. Daar ontmoet ze op een dag de knappe leeftijdsgenoot Matthias, een vrijgevochten ingenieur. Ze voelt dat ze openstaat voor iets nieuws en ze wordt verliefd. Ze merkt dat haar gevoelens door Matthias worden beantwoord.

## Rolverdeling
| Acteur             | Personage                   |
| ------------------ | --------------------------- |
| Gérard Depardieu   | Georges                     |
| Carole Bouquet     | Mina                        |
| Charles Berling    | Matthias                    |
| Christiane Cohendy | Gaby                        |
| Dominique Reymond  | Claire Daboval              |
| Mélanie Laurent    | Lisbeth                     |
| Michelle Goddet    | Babet                       |
| Stanislas Forlani  | Tommy                       |
| Gérard Dauzat      | mijnheer Daboval            |
| Agathe Dronne      | de secretaresse van de werf |